# Kirikaeshi
El kirikaeshi es un ejercicio practicado en kendō, y muestra al oponente el nivel de kendo del practicante.
Consiste en una serie de cortes sucesivos a la cabeza, que se hacen generalmente en dos tandas; aunque esto último depende del tipo de kendo que se practique.
Con este ejercicio se pretende mostrar la efectividad de corte y el espíritu que la persona tiene en su práctica de kendō.
Otro aspecto importante, es que mejora el Maai (noción de distancia), el Tenouchi (agarre de la espada) y el Ashisabaki (trabajo de pies), fortaleciendo los músculos de piernas y brazos mediante la práctica periódica del ejercicio.
- Datos: Q1743439